# فابيو سالفيستر
فابيو سالفيستر (بالبرتغالية: Fábio Silvestre‏) هو دراج برتغالي، ولد في 25 يناير 1990 في Sobral de Monte Agraço ‏ في البرتغال.

## وصلات خارجية
- فابيو سالفيستر على موقع الاتحاد الدولي للدراجات (الإنجليزية)
- فابيو سالفيستر على موقع أرشيف الدراجات (الإنجليزية)
- فابيو سالفيستر على موقع إحصائيات الدراجات الإحترافية (الإنجليزية)
- فابيو سالفيستر على موقع نسبة الدراجات (الإنجليزية)